# Скугры
Скугры — деревня в Дновском районе Псковской области России. Входит в состав городского поселения Дно.
Расположена в северной части района, в 5 км к северо-западу от районного центра, города Дно, на реке Шилинка.

## Население
| 2001 | 2002 | 2010 |
| ---- | ---- | ---- |
| 354  | ↘338 | ↘257 |

Численность населения деревни составляла на 2000 год — 354 человека, на 2010 год — 292 человека.

## История
До 2005 года входила в состав ныне упразднённой Должицкой волости (с центром в д. Искра), с 2006 до 2015 года — в состав Лукомской волости.